# Yannick Tremblay
Yannick Tremblay (* 15. November 1975 in Pointe-aux-Trembles, Québec) ist ein ehemaliger kanadischer Eishockeyspieler, der im Verlauf seiner aktiven Karriere zwischen 1994 und 2011 unter anderem 390 Spiele für die Toronto Maple Leafs, Atlanta Thrashers und Vancouver Canucks in der National Hockey League (NHL) auf der Position des Verteidigers bestritten hat. Darüber hinaus absolvierte Tremblay, der mit der Auswahlmannschaft des Team Canada im Jahr 2007 den prestigeträchtigen Spengler Cup gewann, weitere 115 Partien in der Deutschen Eishockey Liga (DEL) für die Adler Mannheim und Straubing Tigers.

## Karriere
Tremblay begann seine Karriere zur Saison 1994/95 bei den Harfangs de Beauport in der kanadischen Juniorenliga Ligue de hockey junior majeur du Québec (LHJMQ), bevor er beim NHL Entry Draft 1995 als 145. in der sechsten Runde von den Toronto Maple Leafs aus der National Hockey League (NHL) ausgewählt wurde. Vor seiner Verpflichtung durch die Harfangs hatte der Verteidiger ein Jahr lang die St. Thomas University in Fredericton besucht und hatte davor zwei Spiele für die Saguenéens de Chicoutimi in der LHJMQ absolviert.
Zunächst wurde der Rechtsschütze jedoch von den Toronto Maple Leafs bei deren Farmteam, den St. John’s Maple Leafs, in der American Hockey League (AHL) eingesetzt. Ab der Saison 1996/97 stand er dann auch regelmäßig im Kader der Torontos, wo er in der Spielzeit 1998/99 zum Stammspieler avancierte. Zur Saison 1999/00 musste der Kanadier zu den neu gegründetenAtlanta Thrashers wechseln, die ihn im NHL Expansion Draft 1999 ausgewählt hatten. Für die Thrashers bestritt Tremblay bis 2004 300 Spiele in der höchsten nordamerikanischen Profiliga. Zur Saison 2004/05 wechselte Tremblay zu den Adler Mannheim in die Deutsche Eishockey Liga (DEL), nachdem die gesamte NHL-Spielzeit 2004/05 einem Lockout zum Opfer gefallen war. Der Abwehrspieler kehrte nach der Wiederaufnahme des Spielbetriebs im Herbst 2005 zunächst nicht wieder nach Nordamerika zurück und verbrachte eine zweite Spielzeit bei den Mannheimern. Erst Ende Juli 2006 unterzeichnete der Free Agent einen NHL-Vertrag und verließ die Adler, um zu den Vancouver Canucks zu wechseln.
Zur Saison 2007/08 unterschrieb Tremblay einen Vertrag beim Schweizer Nationalligisten HC Lugano, gewann im selben Spieljahr aber auch mit der Auswahlmannschaft des Team Canada im Jahr 2007 den prestigeträchtigen Spengler Cup. Anschließend pausierte er ein ganzes Jahr. Für die Spielzeit 2009/10 verpflichteten ihn die Straubing Tigers aus der DEL den Rechtsschützen. Zur Saison 2010/11 wechselte er zu den Graz 99ers in die österreichische Erste Bank Eishockey Liga (EBEL) und beendete im Anschluss daran im Alter von 35 Jahren im Sommer 2011 seine aktive Spielerlaufbahn.

### International
Für die Kanada bestritt Tremblay die Weltmeisterschaft 2000, in neun Spielen erzielte er dabei ein Tor und ein Assist.

## Erfolge und Auszeichnungen
- 2007 Spengler-Cup-Gewinn mit dem Team Canada

## Karrierestatistik

### International
Vertrat Kanada bei:
- Weltmeisterschaft 2000

(Legende zur Spielerstatistik: Sp oder GP = absolvierte Spiele; T oder G = erzielte Tore; V oder A = erzielte Assists; Pkt oder Pts = erzielte Scorerpunkte; SM oder PIM = erhaltene Strafminuten; +/− = Plus/Minus-Bilanz; PP = erzielte Überzahltore; SH = erzielte Unterzahltore; GW = erzielte Siegtore; 1 Play-downs/Relegation; Kursiv: Statistik nicht vollständig)